# Gavrilov (cràter)

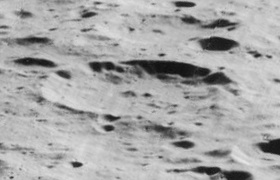
Imatge obliqua des de la Piga Orbiter 5

Gavrilov és un cràter d'impacte situat a la cara oculta de la Lluna. Es troba al sud del cràter molt erosionat Vernadskiy, i al nord de Vetchinkin.

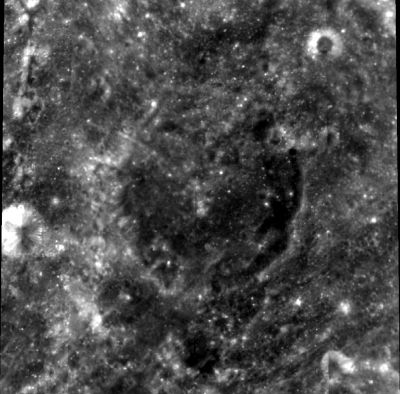
Fotografia de la missió Clementine (1994)

És una formació circular i relativament simètrica, amb certa erosió de la vora externa. Presenta alguns petits cràters a la meitat oriental de l'interior, i una petita elevació central prop del punt mitjà.

## Cràters satèl·lit
Per convenció, aquests elements són identificats als mapes lunars posant la lletra al costat del punt mitjà del cràter que està més prop de Gavrilov.
|       | \| Alder \| Coordenades \| Diàmetre \| \| ----- \| -------------------------------------- \| -------- \| \| A \| 19° 36′ N, 131° 54′ E / 19.6°N,131.9°E \| 26 km \| \| K \| 15° 00′ N, 132° 30′ E / 15.0°N,132.5°E \| 38 km \| |          |
| Alder | Coordenades | Diàmetre |
| A     | 19° 36′ N, 131° 54′ E / 19.6°N,131.9°E | 26 km    |
| K     | 15° 00′ N, 132° 30′ E / 15.0°N,132.5°E | 38 km    |